# Франсис Остин
Вижте пояснителната страница за други личности с името Остин.
Сър Франсис Уилям (Франк) Остин (на английски: Francis William Austen) e британски флотски офицер, адмирал, носител на Ордена на банята. Участник във Френските революционни войни, Наполеоновите войни и Кримската война. Брат на английската писателка Джейн Остин.

## Семейство
Роден в Стивънтън, Хемпшир, в семейството на пастора Джордж Остин и съпругата му Касандра Лий. Остин е брат на писателката Джейн Остин и е вероятно прототипът на героя ѝ Уилям Прайс от романа „Менсфийлд парк“. Брат му Чарлз Остин също е флотски офицер, контраадмирал.

## Кариера
Остин постъпва в Кралската военноморска академия през 1788 г. на 12-годишна възраст и я завършва през 1788 г. Изпратен в Карибския регион. През 1792 г. е повишен в звание лейтенант. В края на 1793 г. се завръща в Англия. През 1794 г. участва в евакуацията на британски части от Остенде и Нюпорт, дн. Белгия, след инвазията на Наполеон Бонапарт. През 1795 г. е част от ескорта на принцеса Каролина фон Брауншвайг-Волфенбутел, втората съпруга на Принца на Уелс и бъдещ английски крал Джордж IV, при пристигането ѝ в Англия.
През октомври 1805 г. Остин е временно отделен от флота на адмирал Нелсън в Средиземно море и не участва в Битката при Трафалгар. На следващата година обаче участва в битката при Санто Доминго. Участва във всичките Наполеонови войни до 1814 г. Остин е прехвърлен в частите за Северна Америка и Карибския регион през 1844 г. и през 1855 г. е повишен в чин адмирал на флота.
Бързата ранна кариера на Остин се дължи до голяма степен на протекциите на Уорън Хейстингс, съветник на краля и първи Генерал-губернатор на Индия. Хейстингс е близък приятел на сем. Остин и вероятно е биологичният баща на братовчедка им (впоследствие снаха) – Илайза де Фюид.

## Семейство
През 1806 г. Остин се жени за Мери Гибсън, която умира през 1823 г.
Остин е погребан в църквата в Уаймеринг в покрайнините на Портсмут.